# Curia Hostilia
Curia Hostilia var en mötesplats för den romerska senaten, belägen vid Comitium på Forum Romanum i Rom. Curia Hostilia uppfördes av Roms tredje kung Tullus Hostilius (672–641 f.Kr.).

## Historia
Omkring år 80 f.Kr. restaurerades och tillbyggdes Curia Hostilia av diktatorn Lucius Cornelius Sulla. Byggnaden förstördes i en eldsvåda i samband med Publius Clodius Pulchers begravning år 52 f.Kr. Branden hade orsakats av Clodius likbål framför curian; bålet hade antänt de angränsande byggnaderna. Faustus, Sullas son, lät ersätta den förstörda byggnaden med en ny. Denna senatsbyggnad revs av Caesar i samband med en omgestaltning av området kring Comitium. Bland annat planerade han att bygga ett tempel åt gudinnan Felicitas på den forna curians plats; detta tempel uppfördes emellertid av Lepidus efter mordet på Caesar år 44 f.Kr. Caesar lät sydost om den rivna Curia Hostilia grundlägga en ny, större curia, Curia Iulia, vilken dock inte invigdes förrän efter hans död.
På en av Curia Hostilias murar fanns det en framställning, kallad Tabula Valeria, vilken visade Manius Valerius Messallas seger över Hiero och karthagerna år 263 f.Kr.
På platsen för Curia Hostilia står i dag kyrkan Santi Luca e Martina.
| Plan över Comitium (före Caesar) |
| --- |
| Curia Iulia Concordia- templet Saturnus altare Mundus Senaculum Rostra Vetera Lapis Niger Basilica Porcia Basilica Opimia Curia Hostilia Carcer Graecostasis Maenius- kolonnen Area Volcani |